# Dragoljub Vojnov
Dragoljub Vojnov (Драгољуб Војнов, ur. 2 września 1947 w Belgradzie, w ówczesnej jugosłowiańskiej Ludowej Republice Serbii) – jugosłowiański i serbski aktor, producent filmowy i pedagog.
W 1975 ukończył studia z zakresu organizacji produkcji filmowej na Wydziale Sztuk Dramatycznych Akademii Sztuk w Belgradzie.

## Wybrana filmografia
- 1971: Kłopoty z cnotą (Bubašinter) – aktor
- 1985: Fałszywy książę (Falošný princ) – producent wykonawczy
- 1987: Marjuča albo śmierć (Marjuča ili smrt) – producent wykonawczy
- 1995: Underground (Podzemlje) – aktor
- 2008: Łzy na sprzedaż (Čarlston za Ognjenku) – aktor, kierownik produkcji
- 2009: Miesiąc miodowy (Medeni mesec) – aktor
- 2009: Życie i śmierć porno gangu (Život i smrt porno bande) – aktor
- 2011: Koriolan (Coriolanus) – aktor